# A Day at the Races (album)
Pour les articles homonymes, voir A Day at the Races.
Albums de Queen
A Night at the Opera
(1975) News of the World
(1977)
Singles
1. Somebody to Love
Sortie : 12 novembre 1976
2. Tie Your Mother Down
Sortie : 4 mars 1977
3. Teo Torriatte (Let Us Cling Together)
Sortie : 25 mars 1977 (Japon)
4. Good Old-Fashioned Lover Boy
Sortie : 20 mai 1977
5. Long Away
Sortie : 7 juin 1977 (USA, Canada et Nouvelle-Zélande)

A Day at the Races est le 5e album du groupe de rock britannique Queen, sorti en 1976. Il contient Somebody to Love qui sera second des charts lors de sa sortie en single. Tout comme A Night at the Opera, le nom de cet album est inspiré de celui d'un film des Marx Brothers.

## Historique
Ce 5e album du groupe est de la même lignée que le chef-d'œuvre A Night at the Opera puisqu'il finit lui aussi 1er dans les classements britanniques. Il se veut être le 2e et dernier volet de la période néo-classique de Queen. Comme l'album précité, A Day at the Races est un titre emprunté aux Marx Brothers,. Il arbore en négatif la pochette de son illustre prédécesseur, à savoir le logo du groupe figurant cette fois sur un fond noir.
Si les points communs sont nombreux entre A Night at the Opera sorti un an plus tôt, et A Day at the Races, la musique, très originale également, tend vers une approche plus intimiste et plus sobre, comme le montrent des morceaux comme You Take My Breath Away (ballade de Mercury), la valse joyeuse de The Millionnaire Waltz ou le rock de May Long Away. Les surprises se trouvent dans le gospel étonnant du hit de l'album, Somebody to Love, pendant du titre Bohemian Rhapsody présent sur l'album précédent et qui se classera à la 2e place des charts britanniques, dans le charleston enlevé de Good Old-Fashionned Lover Boy (3e hit), dans le rock boogie de Tie Your Mother Down (2e 45 tours) et enfin dans deux morceaux de maîtres de Brian May, la chanson engagée et violente de White Man et le somptueux final anglo-japonais de Teo Torriatte. Le tout est emballé par un instrumental à la mélodie envoûtante, en introduction et en conclusion de cet album réussi.
Teo Torriatte est une chanson reprenant conjointement l'anglais et le japonais. Pour ce faire, Queen fut aidé par un ami de Freddie Mercury (chanteur du groupe) nommé Chika Kujiraoka.
Tie Your Mother Down fut à l'origine produit pour être intégré dans l'album précédent, A Night at the Opera, mais le groupe préféra en différer la publication.
L'album se compose comme une sorte de cycle, ce dernier commençant par une courte entrée dans Tie Your Mother Down et une sortie de même durée finissant Teo Torriatte.

## Classements et certifications
| Pays                                    | Meilleure position (1976-77) |
| --------------------------------------- | ---------------------------- |
| Allemagne de l'Ouest (Media Control AG) | 10                           |
| Australie (Kent Music Report)           | 8                            |
| Autriche (Ö3 Austria Top 40)            | 8                            |
| Canada (RPM Albums Chart)               | 4                            |
| États-Unis (Billboard 200)              | 5                            |
| Japon (Oricon)                          | 1                            |
| Nouvelle-Zélande (RIANZ)                | 11                           |
| Norvège (VG-lista)                      | 3                            |
| Pays-Bas (Mega Album Top 100)           | 1                            |
| Royaume-Uni (UK Albums Chart)           | 1                            |
| Suède (Sverigetopplistan)               | 8                            |

| Pays                  | Ventes      | Certifications |
| --------------------- | ----------- | -------------- |
| Allemagne (BVMI)      | 250 000 +   | Or             |
| Canada (Music Canada) | 100 000 +   | Platine        |
| États-Unis (RIAA)     | 1 000 000 + | Platine        |
| Japon (RIAJ)          | 135 000 +   | Or             |
| Pologne (ZPAV)        | 20 000 +    | Platine        |
| Royaume-Uni (BPI)     | 100 000 +   | Or             |

## Fiche technique

### Titres
| 1. | Tie Your Mother Down    | Brian May       | 4:48 |
| 2. | You Take My Breath Away | Freddie Mercury | 5:09 |
| 3. | Long Away               | Brian May       | 3:34 |
| 4. | The Millionaire Waltz   | Freddie Mercury | 4:54 |
| 5. | You and I               | John Deacon     | 3:25 |

| 1. | Somebody to Love                      | Freddie Mercury | 4:56 |
| 2. | White Man                             | Brian May       | 4:59 |
| 3. | Good Old-Fashioned Lover Boy          | Freddie Mercury | 2:54 |
| 4. | Drowse                                | Roger Taylor    | 3:45 |
| 5. | Teo Torriatte (Let Us Cling Together) | Brian May       | 5:50 |

| 1. | Tie Your Mother Down (backing track mix 2011)                    | 3:49 |
| 2. | Somebody to Love (live at Milton Keynes Bowl, June 1982)         | 7:57 |
| 3. | You Take My Breath Away (live in Hyde Park, September 1976)      | 3:07 |
| 4. | Good Old-Fashioned Lover Boy (Top of the Pops, July 1977) (mono) | 2:53 |
| 5. | Teo Torriatte (Let Us Cling Together) (HD mix)                   | 4:47 |

### Musiciens
- Freddie Mercury : chant, piano, chœurs
- Brian May : guitare, piano, harmonium, chœurs, chant (sur Long Away)
- John Deacon : basse, guitare acoustique
- Roger Taylor : batterie, percussions, chœurs, chant (sur Drowse)